# Miloslav Ziegler
Miloslav Ziegler (2. října 1943 Rudolfov – 3. července 2023) byl československý fotbalista hrající na pozici útočníka.

## Fotbalová kariéra
Nastupoval za celek Spartaku Plzně, odkud roku 1966 přestoupil do Slavie Praha. Byl technicky vybaveným hráčem se smyslem pro kombinaci, ale vynikal i tahem na branku. Jeho parketou byly přesné centry před branku soupeře. V československé lize dal 24 gólů. V Poháru vítězů pohárů nastoupil v roce 1971 ve dvou utkáních proti FC Bayern Mnichov a v Poháru UEFA nastoupil v 5 utkáních a dal 1 gól.

## Ligová bilance
| Ročník                                     | Zápasy | Góly | Klub         |
| ------------------------------------------ | ------ | ---- | ------------ |
| 1. československá fotbalová liga 1965/1966 | 5      | 1    | Slavia Praha |
| 1. československá fotbalová liga 1966/1967 | 21     | 4    | Slavia Praha |
| 1. československá fotbalová liga 1967/1968 | 26     | 10   | Slavia Praha |
| 1. československá fotbalová liga 1968/1969 | 9      | 0    | Slavia Praha |
| 1. československá fotbalová liga 1970/1971 | 29     | 9    | Škoda Plzeň  |
| CELKEM                                     | 90     | 24   |              |